# Řád mečových bratří
Řád mečových bratří (latinsky Fratres militiæ Christi Livoniae; německy Schwertbrüderorden; francouzsky Ordre des Chevaliers Porte-Glaive), známi též zkráceně jako mečonoši, byl vojenský rytířský řád, který se podílel na šíření křesťanství ve východních oblastech Pobaltí. Mečoví bratři nastolili na dobytém území dnešního Lotyšska a Estonska svůj řádový livonský stát. Řád existoval v letech 1202–1561, ale mezi lety 1237–1525 byl sloučen s Řádem německých rytířů jako jeho autonomní součást pod názvem Livonský řád; v tomto mezidobí tak hovoříme o „livonské větvi Řádu německých rytířů“ či o „livonských rytířích“.

## První léta řádu

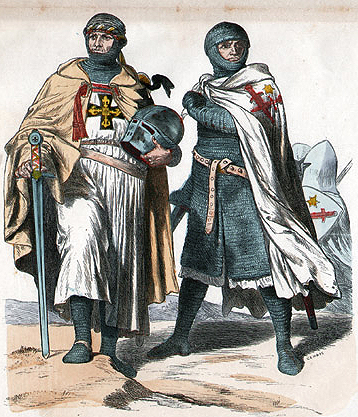
Velmistr Řádu německých rytířů společně s rytířem Řádu mečových bratří

Řád mečových bratří založil roku 1202 v Rize po vzoru templářů třetí livonský (později první rižský) biskup Albrecht von Buxhoeveden. Úkolem řádu bylo christianizovat dosud převážně pohanské obyvatelstvo východního Pobaltí v oblasti, kterou Němci nazývali podle jednoho ze zdejších kmenů Livonsko. Papež Inocenc III. řád roku 1204 potvrdil a přikázal mu poslušnost vůči rižskému biskupovi (od 1253 arcibiskup, metropolita pro Livonsko a Prusy). Řád však uznával tuto závislost pouze formálně, fakticky byl zcela samostatný. Albertovi se také podařilo přimět papeže Inocence III., aby livonské území zasvětil Panně Marii (Terra Mariana, „Mariina země“), a postavil ji tak pro účastníky křížových výprav naroveň Svaté zemi.
V čele řádu stál na doživotí volený velmistr. Mimo rytířů, kteří měli pocházet z urozeného rodu, zahrnoval řád také vojáky, mnichy a řemeslníky. Jeho hlavním sídlem se stal Wenden (latinsky Cesis).
Po založení řádu nastal v procesu dosud nepříliš úspěšné christianizace Livonska obrat. Mečoví rytíři vtrhli nejprve na území obývané Livy, kterým přišli na pomoc Rusové pod vedením polockého knížete, neboť zdejší oblasti na něm byly poplatně závislé a někteří místní vládcové přijali již dříve pravoslaví. Místní obyvatelstvo se expanzi úporně bránilo a donutilo křižáky vybudovat si pevnosti a stáhnout se do nich. Po podmanění Livonska bylo napadeno Estonsko, kde si dobyvatelé počínali zvláště krutě. Biskup Albert pozval řádu na pomoc dánského krále Valdemara II., který ovládl severní Estonsko a roku 1219 tu založil hrad Tallinn.
Mezi dobyvateli došlo vzápětí ke konfliktu, neboť Dánové si činili nároky na svrchovanost nad Rigou. O expanzi do Estonska se neúspěšně pokusilo také Švédsko. Roku 1222 vypuklo v Estonsku proti Dánům a mečovým rytířům velké povstání, kterému přišly na pomoc ruské oddíly z Novgorodu a Pskova. Přes počáteční úspěchy povstalců nabyli postupně převahy mečoví rytíři. Povstání skončilo v roce 1224 dobytím města Jurjeva (Tartu), založeného velikým knížetem Jaroslavem Moudrým, které bránili Estonci i Rusové. Tak získali křižáci možnost pronikat dále do ruského vnitrozemí. Roku 1227 byl dobyt ještě ostrov Saaremaa, odkud bylo povstání zahájeno.
Poté obrátili řádoví rytíři svoji pozornost jihozápadním směrem na území Zemgalů a litevských Žemaitů (Žmuď). Katastrofální porážka v roce 1236 u Saule (dnes litevské Šiauliai), kde našla smrt většina rytířů včetně velmistra, měla závažné důsledky pro panství řádu ve východním Pobaltí. Podmaněné obyvatelstvo se začalo vymaňovat z nadvlády a vracet se k pohanským kultům. Konflikty měl řád také se Svatou stolicí, která mu vyčítala brutální postup proti pohanům i již pokřtěným, dále pak snahy starat se více o vlastní jmění než o christianizaci nevěřících. Z těchto důvodů se zbylí mečoví rytíři rozhodli sloučit s Řádem německých rytířů, působícím v sousedních Prusích. Stalo se tak v roce 1237 viterbskou smlouvou, která zaručila rytířům v Livonsku autonomní postavení.

## Heraldika

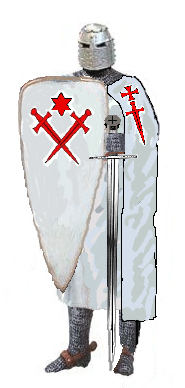
Oděv a výzbroj řádového rytíře

Znakem mečových bratří byly červené (v některých fázích i zkřížené) meče a rovnoramenné kříže na bílém poli. Později jako livonští rytíři sloučení s Řádem německých rytířů zřejmě nosili znak tohoto mocnějšího řádu, tj. černý latinský kříž na bílém poli.